# Predatore (romanzo)
Predatore è un romanzo storico scritto nel 1992 da Gary Jennings, pubblicato in Italia nel 1993 da Rizzoli.
Il romanzo è ambientato negli anni che precedettero e seguirono la caduta dell'Impero romano d'Occidente (476 d.C.) e racconta il periodo storico sfruttando l'artificio del ritrovamento di un antico manoscritto da parte dell'autore.

## Trama
Siamo negli anni a immediatamente antecedenti la caduta dell'Impero romano d'Occidente (476 d.C.) ed il successivo avvento del regno dei Goti in Italia. Anni particolarmente bui e caotici per l'Europa, caratterizzati da una situazione politica e religiosa particolarmente confusa.  Il racconto è, come detto in precedenza, redatto in forma di diario, quindi scritto in prima persona. Si narrano le vicende di Thorn, personaggio dalla ambigua identità sessuale, subito fugata nelle primissime pagine del libro. Thorn racconta la sua storia, a partire dall'infanzia trascorsa come postulante in un'abbazia situata nel sud-est dell'odierna Francia allora facente parte del regno dei Burgundi, a mezza strada tra Vesontio (Besançon) e Lugdunum (Lione).
Il giovanissimo Thorn - nome desunto dall'unica traccia lasciata della sua presunta genia originale, la lettera "þ" lasciata scritta sulle fasce che lo proteggevano dal freddo quando, ancora infante, fu abbandonato sul portale dell'abbazia - viene espulso dalla vallata che lo ha visto muovere i primi passi della sua vita dall'abate Clemente, perplesso ed impotente di fronte alla rivelazione della duplice ed ambigua identità del giovane, costretto a questa decisione delatoria dalla grettezza dei costumi del tempo.
L'abate consiglia paternalmente il giovane di emigrare in cerca di un'occupazione consona alla sua condizione di ragazzo istruito (ovvero capace di leggere e scrivere con una certa fluidità sia in latino che nella "vecchia lingua" degli abitanti originari di quelle terre immediatamente a nord dell'Italia, oltre a possedere una certa infarinatura di greco, necessaria per il disbrigo della corrispondenza di "Nonnus Clemens", l'abate stesso).
Thorn però, per la prima volta in vita sua libero da obblighi e costrizioni e convintosi di appartenere alla stirpe gota (i goti essendo la popolazione barbarica più importante e potente del particolare momento storico), decide di recarsi verso oriente, precisamente verso la regione della Moesia, dove sa risiedere più o meno stabilmente la nazione gota. 
Attraversando le selvagge e gelide regioni delle Hrau Albos (antico toponimo del massiccio del Giura), il giovane incontra il primo dei due personaggi che segneranno profondamente la sua vita, Wyrd: un anziano ex-legionario dell'esercito romano, originario delle Isole dello Stagno.
Wyrd accetta di prendere Thorn sotto la sua ala protettiva solo con iniziale riluttanza in qualità di apprendista, e di assumere così il ruolo di frauja (letteralmente padrone nella vecchia lingua, anche se il termine assume nel contesto un significato più ampio, paragonabile al latino  magister, piuttosto che all'italiano padrino). Nel corso dei successivi due anni Thorn, in compagnia del suo frauja, vive numerose avventure che lo arricchiscono da ogni punto di vista, umano, caratteriale, guerriero e morale. Trovatosi addirittura nella necessità di doversi infiltrare in un accampamento di "spregevoli unni" per liberare degli ostaggi, Thorn riuscirà sempre e comunque a cavarsela brillantemente, riuscendo peraltro a guadagnarsi l'affetto e la stima dello scorbutico ex legionario, e ad accumulare insieme a lui notevoli ricchezze (grazie alla loro attività di mercanti di pellicce). Quindi a potersi permettere un'intera estate di villeggiatura e di svago presso l'amena località di Haustaths - l'odierna Hallstatt), incastonata in un pittoresco angolo delle Alpi. Al termine di questi mesi passati spensieratamente in compagnia della piccola Livia - una bambina romana, figlia del più illustre personaggio della florida e ridente cittadina, con la quale Thorn stringerà un profondo rapporto di amicizia che avrà conseguenze inattese a distanza di anni - si realizzerà un tragico avvenimento nella vita del giovane protagonista che cambierà ulteriormente il corso di questa cronaca: la morte di Wyrd, tutore e mentore di Thorn, costretto ad ucciderlo per evitargli lo strazio e le conseguenze della rabbia, inflittagli dal morso di una lupa infettata dal morbo.
Thorn abbandona con il cuore gonfio di tristezza quella comunità, deciso a percorrere da solo le ultime tappe del suo viaggio alla ricerca dei suoi compatrioti goti, quando un incidente inatteso - il morso di una vipera - lo porta a stringere amicizia con un giovane viandante della foresta riccamente abbigliato ed equipaggiato che lo soccorre e lo assiste nei giorni successivi all'avvelenamento. Una volta ripresosi dall'incidente che avrebbe potuto essere fatale, Thorn e lo sconosciuto cavaliere - presentatosi come Thiuda, condividendo con Thorn la medesima iniziale del nome, la runa þ - decidono di recarsi insieme alla volta della vicina Vindobona (Vienna), capitale della Pannonia.
Giunti a Vindobona i due si spacciano per un eccentrico e ricchissimo rampollo di alto lignaggio ed il suo fedele servitore e factotum, riuscendo ad ingannare tutti i personaggi più in vista della città. Grazie alle istruzioni e alle dritte di Thiuda, l'ormai più che adolescente Thorn entra a far parte di quella ristretta cerchia formata dalle "persone che contano" di Vindobona, non disdegnando incursioni negli strati più bassi e plebei della popolazione grazie agli artifizi possibili in virtù della sua duplice identità sessuale, venendo così a conoscere delle realtà sino ad allora a lui completamente sconosciute - il paganesimo dei cittadini appartenenti al patriziato, il mitraismo professato dagli appartenenti alla guarnigione romana, le antiche religioni pagane cui appartengono i ceti più umili, finanche la dottrina ariana del cristianesimo, ancora non ufficialmente bollata come eretica dal Papa di Roma ma guardata con sospetto crescente dagli appartenenti al clero cattolico e dai fedeli di tale confessione.
Perplesso e turbato di fronte al proliferare di intrighi e bassezze dovuti alla natura troppo "civilizzata" di tale consesso metropolitano, Thorn decide di riprendere la sua personale ricerca delle proprie origini, memore della promessa fatta all'amico Thiuda - rivelatosi anche lui un fiero ostrogoto - di seguirlo, prima o poi, sul campo di battaglia.
Giunto nei pressi della città fortificata di Singidunum (Belgrado), dove Thiuda gli aveva detto essere l'esercito ostrogoto impegnato nell'assedio ai sarmati di Re Babai, Thorn fa immediatamente valere la sua particolare ingegnosità applicando alcune sue trovate apparentemente bislacche all'arte bellica sino ad allora ristagnante in tradizioni secolari, contribuendo così alla presa della città dopo aver ritrovato il suo amico Thiuda in un ruolo ed in una veste del tutto inaspettate; Thiuda non è altri che il nuovo Re del popolo ostrogoto, il futuro Teodorico il Grande, appena succeduto al padre Teodemiro da poco caduto sul campo di battaglia.
Guadagnatosi, incredulo, il grado di Maresciallo del Re grazie alla sua inventiva e particolarmente apprezzata perspicacia, le vicende di Thorn procedono di pari passo con le crescenti fortune del giovane sovrano, a partire dalla missione diplomatica in quel di Bisanzio, passando per la disavventura rappresentata dal rapimento ad opera del pretendente al trono degli Ostrogoti, Teodorico "Strabone" ed una missione storica itinerante fino all'estremo Nord d'Europa, alla ricerca delle "vere" origini del popolo Goto. Il climax della vicenda è raggiunto allorquando Teodorico l'Amalo (non ancora divenuto "il Grande") è incaricato dall'imperatore d'Oriente Zenone di "sbarazzarsi" senza mezzi termini della ormai ingombrante presenza del primo regnante barbaro di Italia, Odoacre. L'invasione d'Italia, affrontata con un esercito composto da migliaia di uomini, l'inseguimento dello sfuggente Odoacre (nel frattempo resosi conto di aver perduto la guerra e rifugiatosi nella inespugnabile Ravenna) e la successiva imposizione della "pax ostrogota" vengono descritti con una minuzia degna di rappresentare un libro a sé stante, anche grazie alle numerose citazioni colte di cui tutto il testo è impregnato. Gli ultimi anni di regno di un decadente Teodorico sono narrati da Thorn con un'apparente sufficienza che ben rappresenta la delusione (dovuta anche al peso degli anni) nel veder involvere su se stesso un Sovrano in cui aveva creduto ciecamente ed affiancato per oltre mezzo secolo così da vicino.

## Edizioni
- Gary Jennings - Predatore, collana Superbur, Rizzoli, 1992